# Interlands Portugees voetbalelftal 1950-1959
Deze pagina toont een chronologisch en gedetailleerd overzicht van de interlands die het Portugees voetbalelftal heeft gespeeld in de periode 1950 – 1959.

## Interlands

### 1950
|                                                                        |                                                                                  |       |                      |                                                                                |
| 2 april WK 1950 kwalificatie № 64 «onderlinge duels» 17:00 uur (UTC+1) | Spanje                                                                           | 5 – 1 | Portugal             | Estadio Chamartín, Madrid Toeschouwers: 80.000 Scheidsrechter: Reg Leafe (ENG) |
| 2 april WK 1950 kwalificatie № 64 «onderlinge duels» 17:00 uur (UTC+1) | Telmo Zarra 18', 58' Estanislau Basora 19' José Luis Panizo 20' Luis Molowny 65' |       | 38' Fernando Cabrita | Estadio Chamartín, Madrid Toeschouwers: 80.000 Scheidsrechter: Reg Leafe (ENG) |

|                                                                      |                                      |       |                                    |                                                                                         |
| 9 april WK 1950 kwalificatie № 65 «onderlinge duels» 16:30 uur (UTC) | Portugal                             | 2 – 2 | Spanje                             | Estádio Nacional do Jamor, Oeiras Toeschouwers: 30.000 Scheidsrechter: Jack Mowat (SCO) |
| 9 april WK 1950 kwalificatie № 65 «onderlinge duels» 16:30 uur (UTC) | José Travassos 52' Jesus Correia 54' |       | 25' Telmo Zarra 82' Agustín Gaínza | Estádio Nacional do Jamor, Oeiras Toeschouwers: 30.000 Scheidsrechter: Jack Mowat (SCO) |

|                                                                  |                                                |       |                                                               |                                                                                               |
| 14 mei Vriendschappelijk № 66 «onderlinge duels» 17:00 uur (UTC) | Portugal                                       | 3 – 5 | Engeland                                                      | Estádio Nacional do Jamor, Oeiras Toeschouwers: 65.000 Scheidsrechter: Giuseppe Carpani (ITA) |
| 14 mei Vriendschappelijk № 66 «onderlinge duels» 17:00 uur (UTC) | Henrique Ben David 47', 59' Manuel Vasques 70' |       | 4' (pen.), 28', 55', 72' (pen.) Tom Finney 15' Stan Mortensen | Estádio Nacional do Jamor, Oeiras Toeschouwers: 65.000 Scheidsrechter: Giuseppe Carpani (ITA) |

|                                                                  |                              |       |                                  |                                                                                     |
| 21 mei Vriendschappelijk № 67 «onderlinge duels» 16:00 uur (UTC) | Portugal                     | 2 – 2 | Schotland                        | Estádio Nacional, Oeiras Toeschouwers: 68.000 Scheidsrechter: Ramón Azón Roma (ESP) |
| 21 mei Vriendschappelijk № 67 «onderlinge duels» 16:00 uur (UTC) | José Travassos 9' Albano 29' |       | 20' Willie Bauld 23' Allan Brown | Estádio Nacional, Oeiras Toeschouwers: 68.000 Scheidsrechter: Ramón Azón Roma (ESP) |

### 1951
|                                                                     |                   |       |                                                                           |                                                                                  |
| 8 april Vriendschappelijk № 68 «onderlinge duels» 16:00 uur (UTC+1) | Portugal          | 1 – 4 | Italië                                                                    | Estádio Nacional, Oeiras Toeschouwers: 50.000 Scheidsrechter: William Ling (ENG) |
| 8 april Vriendschappelijk № 68 «onderlinge duels» 16:00 uur (UTC+1) | Jesus Correia 85' |       | 7' Egisto Pandolfini 14' Renzo Burini 59' Amedeo Amadei 72' Gino Cappello | Estádio Nacional, Oeiras Toeschouwers: 50.000 Scheidsrechter: William Ling (ENG) |

|                                                                    |                                   |       |                        |                                                                              |
| 12 mei Vriendschappelijk № 69 «onderlinge duels» 15:00 uur (UTC+1) | Wales                             | 2 – 1 | Portugal               | Ninian Park, Cardiff Toeschouwers: 60.000 Scheidsrechter: William Ling (ENG) |
| 12 mei Vriendschappelijk № 69 «onderlinge duels» 15:00 uur (UTC+1) | Mal Griffiths 36' Trevor Ford 73' |       | 78' Henrique Ben David | Ninian Park, Cardiff Toeschouwers: 60.000 Scheidsrechter: William Ling (ENG) |

|                                                                    |                                                                            |       |                        |                                                                                 |
| 19 mei Vriendschappelijk № 70 «onderlinge duels» 15:00 uur (UTC+1) | Engeland                                                                   | 5 – 2 | Portugal               | Goodison Park, Liverpool Toeschouwers: 52.686 Scheidsrechter: Louis Baert (BEL) |
| 19 mei Vriendschappelijk № 70 «onderlinge duels» 15:00 uur (UTC+1) | Bill Nicholson 1' Jackie Milburn 9', 83' Tom Finney 75' Harold Hassall 87' |       | 2' Patalino 48' Albano | Goodison Park, Liverpool Toeschouwers: 52.686 Scheidsrechter: Louis Baert (BEL) |

|                                                                     |                       |       |                   |                                                                                      |
| 17 juni Vriendschappelijk № 71 «onderlinge duels» 18:00 uur (UTC+1) | Portugal              | 1 – 1 | België            | Estádio Nacional, Oeiras Toeschouwers: 50.000 Scheidsrechter: Generoso Dattilo (ITA) |
| 17 juni Vriendschappelijk № 71 «onderlinge duels» 18:00 uur (UTC+1) | Henrique Ben David 2' |       | 64' Joseph Givard | Estádio Nacional, Oeiras Toeschouwers: 50.000 Scheidsrechter: Generoso Dattilo (ITA) |

### 1952
|                                                                      |                                         |       |          |                                                                                              |
| 20 april Vriendschappelijk № 72 «onderlinge duels» 15:00 uur (UTC+1) | Frankrijk                               | 3 – 0 | Portugal | Stade olympique Yves-du-Manoir, Colombes Toeschouwers: 35.735 Scheidsrechter: Alf Bond (ENG) |
| 20 april Vriendschappelijk № 72 «onderlinge duels» 15:00 uur (UTC+1) | René Alpsteg 15' André Strappe 68', 89' |       |          | Stade olympique Yves-du-Manoir, Colombes Toeschouwers: 35.735 Scheidsrechter: Alf Bond (ENG) |

|                                                                       |                    |       |                | |
| 23 november Vriendschappelijk № 73 «onderlinge duels» 15:00 uur (UTC) | Portugal           | 1 – 1 | Oostenrijk     | Estádio do Futebol Clube do Porto, Porto Toeschouwers: 50.000 Scheidsrechter: Ernst Dörflinger (SUI) |
| 23 november Vriendschappelijk № 73 «onderlinge duels» 15:00 uur (UTC) | José Travassos 32' |       | 71' Paul Halla | Estádio do Futebol Clube do Porto, Porto Toeschouwers: 50.000 Scheidsrechter: Ernst Dörflinger (SUI) |

|                                                                       |                    |       |                                          |                                                                                  |
| 14 december Vriendschappelijk № 74 «onderlinge duels» 15:00 uur (UTC) | Portugal           | 1 – 3 | Argentinië                               | Estádio Nacional, Oeiras Toeschouwers: 55.000 Scheidsrechter: William Ling (ENG) |
| 14 december Vriendschappelijk № 74 «onderlinge duels» 15:00 uur (UTC) | Manuel Vasques 47' |       | 10' Félix Loustau 36', 38' Ángel Labruna | Estádio Nacional, Oeiras Toeschouwers: 55.000 Scheidsrechter: William Ling (ENG) |

### 1953
|                                                                             | |       |                |                                                                                |
| 27 september WK 1954 kwalificatie № 75 «onderlinge duels» 16:00 uur (UTC+1) | Oostenrijk | 9 – 1 | Portugal       | Prater-Stadion, Wenen Toeschouwers: 60.000 Scheidsrechter: Henri Bauwens (BEL) |
| 27 september WK 1954 kwalificatie № 75 «onderlinge duels» 16:00 uur (UTC+1) | Ernst Ocwirk 13' Erich Probst 14', 19', 31', 59', 70' Ernst Happel 68' (pen.) Theodor Wagner 83' Robert Dienst 87' |       | 60' José Águas | Prater-Stadion, Wenen Toeschouwers: 60.000 Scheidsrechter: Henri Bauwens (BEL) |

|                                                                       |                                             |       |             |                                                                                          |
| 22 november Vriendschappelijk № 76 «onderlinge duels» 14:30 uur (UTC) | Portugal                                    | 3 – 1 | Zuid-Afrika | Estádio Nacional, Oeiras Toeschouwers: 30.000 Scheidsrechter: Manuel Asensi Martín (ESP) |
| 22 november Vriendschappelijk № 76 «onderlinge duels» 14:30 uur (UTC) | Hernâni Silva 1' José Águas 23' Matateu 73' |       | ?           | Estádio Nacional, Oeiras Toeschouwers: 30.000 Scheidsrechter: Manuel Asensi Martín (ESP) |

|                                                                          |          |       |            |                                                                                         |
| 29 november WK 1954 kwalificatie № 77 «onderlinge duels» 14:30 uur (UTC) | Portugal | 0 – 0 | Oostenrijk | Estádio Nacional, Oeiras Toeschouwers: 60.000 Scheidsrechter: Louis Fauquemberghe (FRA) |
| 29 november WK 1954 kwalificatie № 77 «onderlinge duels» 14:30 uur (UTC) |          |       |            | Estádio Nacional, Oeiras Toeschouwers: 60.000 Scheidsrechter: Louis Fauquemberghe (FRA) |

### 1954
|                                                                      |        |       |          |                                                                                  |
| 14 maart Vriendschappelijk № 78 «onderlinge duels» 15:00 uur (UTC+1) | België | 0 – 0 | Portugal | Heizelstadion, Brussel Toeschouwers: 47.590 Scheidsrechter: Édouard Harzic (FRA) |
| 14 maart Vriendschappelijk № 78 «onderlinge duels» 15:00 uur (UTC+1) |        |       |          | Heizelstadion, Brussel Toeschouwers: 47.590 Scheidsrechter: Édouard Harzic (FRA) |

|                                                                       |                    |       |                                                         |                                                                                 |
| 28 november Vriendschappelijk № 79 «onderlinge duels» 15:00 uur (UTC) | Portugal           | 1 – 3 | Argentinië                                              | Estádio Nacional, Oeiras Toeschouwers: 50.000 Scheidsrechter: Arthur Luty (ENG) |
| 28 november Vriendschappelijk № 79 «onderlinge duels» 15:00 uur (UTC) | José Travassos 53' |       | 16' Rodolfo Micheli 70' Ernesto Grillo 75' Osvaldo Cruz | Estádio Nacional, Oeiras Toeschouwers: 50.000 Scheidsrechter: Arthur Luty (ENG) |

|                                                                       |          |                                                         |                |                                                                                        |
| 19 december Vriendschappelijk № 80 «onderlinge duels» 15:30 uur (UTC) | Portugal | 0 – 3                                                   | West-Duitsland | Estádio Nacional, Oeiras Toeschouwers: 70.000 Scheidsrechter: Karel van der Meer (NED) |
| 19 december Vriendschappelijk № 80 «onderlinge duels» 15:30 uur (UTC) |          | 7' Herbert Erhardt 55' Alfred Pfaff 74' Erich Juskowiak |                | Estádio Nacional, Oeiras Toeschouwers: 70.000 Scheidsrechter: Karel van der Meer (NED) |

### 1955
|                                                                   |                                                      |       |          |                                                                                   |
| 4 mei Vriendschappelijk № 81 «onderlinge duels» 18:30 uur (UTC+1) | Schotland                                            | 3 – 0 | Portugal | Hampden Park, Glasgow Toeschouwers: 20.858 Scheidsrechter: Juan Gardeazábal (ESP) |
| 4 mei Vriendschappelijk № 81 «onderlinge duels» 18:30 uur (UTC+1) | Tommy Gemmell 7' Billy Liddell 36' Lawrie Reilly 89' |       |          | Hampden Park, Glasgow Toeschouwers: 20.858 Scheidsrechter: Juan Gardeazábal (ESP) |

|                                                                    |                                 |       |                 |                                                                                      |
| 22 mei Vriendschappelijk № 82 «onderlinge duels» 17:00 uur (UTC+1) | Portugal                        | 3 – 1 | Engeland        | Estádio das Antas, Porto Toeschouwers: 47.150 Scheidsrechter: Giorgio Bernardi (ITA) |
| 22 mei Vriendschappelijk № 82 «onderlinge duels» 17:00 uur (UTC+1) | José Águas 24', 83' Matateu 79' |       | 19' Roy Bentley | Estádio das Antas, Porto Toeschouwers: 47.150 Scheidsrechter: Giorgio Bernardi (ITA) |

|                                                                       |                                            |       |                                                                              |                                                                                           |
| 20 november Vriendschappelijk № 83 «onderlinge duels» 15:00 uur (UTC) | Portugal                                   | 2 – 6 | Zweden                                                                       | Estádio Nacional de Jamor, Oeiras Toeschouwers: 50.000 Scheidsrechter: Cesare Jonni (ITA) |
| 20 november Vriendschappelijk № 83 «onderlinge duels» 15:00 uur (UTC) | José Águas 32', 79' Gösta Löfgren 70', 72' |       | 11' Kurt Hamrin 65' Bertil Nilsson 82' Torbjörn Jonsson 84' Nils Åke Sandell | Estádio Nacional de Jamor, Oeiras Toeschouwers: 50.000 Scheidsrechter: Cesare Jonni (ITA) |

|                                                                         |                                                            |       |                   |                                                                                        |
| 18 december Vriendschappelijk № 84 «onderlinge duels» 14:00 uur (UTC+2) | Turkije                                                    | 3 – 1 | Portugal          | Mithatpaşastadion, Istanbul Toeschouwers: 22.313 Scheidsrechter: Veljko Romčević (YUG) |
| 18 december Vriendschappelijk № 84 «onderlinge duels» 14:00 uur (UTC+2) | Lefter Küçükandonyadis 51' Metin Oktay 57' Nazmi Bilge 72' |       | 38' Hernâni Silva | Mithatpaşastadion, Istanbul Toeschouwers: 22.313 Scheidsrechter: Veljko Romčević (YUG) |

|                                                       |        |                                      |          |                                                                                        |
| 23 december Vriendschappelijk № 85 «onderlinge duels» | Egypte | 0 – 4                                | Portugal | Prince Farouk Stadion, Caïro Toeschouwers: 15.000 Scheidsrechter: Riccardo Pieri (ITA) |
| 23 december Vriendschappelijk № 85 «onderlinge duels» |        | 33', 90' José Águas 36', 43' Matateu |          | Prince Farouk Stadion, Caïro Toeschouwers: 15.000 Scheidsrechter: Riccardo Pieri (ITA) |

### 1956
|                                                                    |                                     |       |                        |                                                                                  |
| 25 maart Vriendschappelijk № 86 «onderlinge duels» 15:30 uur (UTC) | Portugal                            | 3 – 1 | Turkije                | Estádio Nacional, Oeiras Toeschouwers: 50.000 Scheidsrechter: Albert Dusch (FRG) |
| 25 maart Vriendschappelijk № 86 «onderlinge duels» 15:30 uur (UTC) | Manuel Vasques 33', 47' Matateu 79' |       | 89' İsfendiyar Açıksöz | Estádio Nacional, Oeiras Toeschouwers: 50.000 Scheidsrechter: Albert Dusch (FRG) |

|                                                                     |          |                  |          |                                                                               |
| 8 april Vriendschappelijk № 87 «onderlinge duels» 16:00 uur (UTC+1) | Portugal | 0 – 1            | Brazilië | Estádio Nacional, Oeiras Toeschouwers: 55.000 Scheidsrechter: Reg Leafe (ENG) |
| 8 april Vriendschappelijk № 87 «onderlinge duels» 16:00 uur (UTC+1) |          | 11' Gino Orlando |          | Estádio Nacional, Oeiras Toeschouwers: 55.000 Scheidsrechter: Reg Leafe (ENG) |

|                                                                    |                                 |       |                   |                                                                                                |
| 3 juni Vriendschappelijk № 88 «onderlinge duels» 17:00 uur (UTC+1) | Portugal                        | 3 – 1 | Spanje            | Estádio Nacional do Jamor, Oeiras Toeschouwers: 75.000 Scheidsrechter: Jacques Devillers (FRA) |
| 3 juni Vriendschappelijk № 88 «onderlinge duels» 17:00 uur (UTC+1) | Francisco Palmeiro 5', 26', 43' |       | 38' Joaquín Peiró | Estádio Nacional do Jamor, Oeiras Toeschouwers: 75.000 Scheidsrechter: Jacques Devillers (FRA) |

|                                                                    |                                   |       |                                     |                                                                                        |
| 9 juni Vriendschappelijk № 89 «onderlinge duels» 18:00 uur (UTC+1) | Portugal                          | 2 – 2 | Hongarije                           | Estádio Nacional, Oeiras Toeschouwers: 70.000 Scheidsrechter: Vincenzo Orlandini (ITA) |
| 9 juni Vriendschappelijk № 89 «onderlinge duels» 18:00 uur (UTC+1) | José Águas 45' Manuel Vasques 65' |       | 51' Sándor Kocsis 59' Mihály Lantos | Estádio Nacional, Oeiras Toeschouwers: 70.000 Scheidsrechter: Vincenzo Orlandini (ITA) |

### 1957
|                                                                         |                    |       |                  |                                                                                            |
| 16 januari WK 1958 kwalificatie № 90 «onderlinge duels» 22:00 uur (UTC) | Portugal           | 1 – 1 | Noord-Ierland    | Estádio José Alvalade, Lissabon Toeschouwers: 22.659 Scheidsrechter: Marcel Lequesne (FRA) |
| 16 januari WK 1958 kwalificatie № 90 «onderlinge duels» 22:00 uur (UTC) | Manuel Vasques 33' |       | 5' Billy Bingham | Estádio José Alvalade, Lissabon Toeschouwers: 22.659 Scheidsrechter: Marcel Lequesne (FRA) |

|                                                                    |          |                    |           |                                                                                          |
| 24 maart Vriendschappelijk № 91 «onderlinge duels» 15:00 uur (UTC) | Portugal | 0 – 1              | Frankrijk | Estádio Nacional, Oeiras Toeschouwers: 42.000 Scheidsrechter: Manuel Asensi Martín (ESP) |
| 24 maart Vriendschappelijk № 91 «onderlinge duels» 15:00 uur (UTC) |          | 55' Roger Piantoni |           | Estádio Nacional, Oeiras Toeschouwers: 42.000 Scheidsrechter: Manuel Asensi Martín (ESP) |

|                                                                      |                                                            |       |          |                                                                                |
| 1 mei WK 1958 kwalificatie № 92 «onderlinge duels» 19:30 uur (UTC+1) | Noord-Ierland                                              | 3 – 0 | Portugal | Windsor Park, Belfast Toeschouwers: 35.000 Scheidsrechter: Hugh Phillips (SCO) |
| 1 mei WK 1958 kwalificatie № 92 «onderlinge duels» 19:30 uur (UTC+1) | Tommy Casey 22' Billy Simpson 61' Jimmy McIlroy 67' (pen.) |       |          | Windsor Park, Belfast Toeschouwers: 35.000 Scheidsrechter: Hugh Phillips (SCO) |

|                                                                       |                                                     |       |        |                                                                                     |
| 26 mei WK 1958 kwalificatie № 93 «onderlinge duels» 16:30 uur (UTC+1) | Portugal                                            | 3 – 0 | Italië | Estádio Nacional, Oeiras Toeschouwers: 37.000 Scheidsrechter: Werner Treichel (FRG) |
| 26 mei WK 1958 kwalificatie № 93 «onderlinge duels» 16:30 uur (UTC+1) | Manuel Vasques 41' António Teixeira 83' Matateu 87' |       |        | Estádio Nacional, Oeiras Toeschouwers: 37.000 Scheidsrechter: Werner Treichel (FRG) |

|                                                                     |                   |       |             |                                                                                  |
| 11 juni Vriendschappelijk № 94 «onderlinge duels» 21:30 uur (UTC−3) | Brazilië          | 2 – 1 | Portugal    | Maracanã, Rio de Janeiro Toeschouwers: 15.000 Scheidsrechter: Bertie Cross (ENG) |
| 11 juni Vriendschappelijk № 94 «onderlinge duels» 21:30 uur (UTC−3) | Didí 14' Tite 61' |       | 51' Matateu | Maracanã, Rio de Janeiro Toeschouwers: 15.000 Scheidsrechter: Bertie Cross (ENG) |

|                                                                     |                                                        |       |          |                                                                                        |
| 16 juni Vriendschappelijk № 95 «onderlinge duels» 15:15 uur (UTC−3) | Brazilië                                               | 3 – 0 | Portugal | Estádio do Pacaembu, São Paulo Toeschouwers: 21.033 Scheidsrechter: Bertie Cross (ENG) |
| 16 juni Vriendschappelijk № 95 «onderlinge duels» 15:15 uur (UTC−3) | Zito 16' Altafini Mazzola 78' Emanuele Del Vecchio 84' |       |          | Estádio do Pacaembu, São Paulo Toeschouwers: 21.033 Scheidsrechter: Bertie Cross (ENG) |

|                                                                            |                                           |       |          |                                                                          |
| 22 december WK 1958 kwalificatie № 96 «onderlinge duels» 14:30 uur (UTC+1) | Italië                                    | 3 – 0 | Portugal | San Siro, Milaan Toeschouwers: 50.000 Scheidsrechter: Ezio Damiani (YUG) |
| 22 december WK 1958 kwalificatie № 96 «onderlinge duels» 14:30 uur (UTC+1) | Guido Gratton 36', 72' Gino Pivatelli 84' |       |          | San Siro, Milaan Toeschouwers: 50.000 Scheidsrechter: Ezio Damiani (YUG) |

### 1958
|                                                                      |                        |       |          |                                                                                              |
| 13 april Vriendschappelijk № 97 «onderlinge duels» 17:00 uur (UTC+1) | Spanje                 | 1 – 0 | Portugal | Estadio Santiago Bernabéu, Madrid Toeschouwers: 80.000 Scheidsrechter: Marcel Lequesne (FRA) |
| 13 april Vriendschappelijk № 97 «onderlinge duels» 17:00 uur (UTC+1) | Alfredo Di Stéfano 85' |       |          | Estadio Santiago Bernabéu, Madrid Toeschouwers: 80.000 Scheidsrechter: Marcel Lequesne (FRA) |

|                                                                   |                         |       |                   |                                                                                   |
| 7 mei Vriendschappelijk № 98 «onderlinge duels» 19:30 uur (UTC+1) | Engeland                | 2 – 1 | Portugal          | Wembley Stadium, Londen Toeschouwers: 72.000 Scheidsrechter: Albert Alsteen (BEL) |
| 7 mei Vriendschappelijk № 98 «onderlinge duels» 19:30 uur (UTC+1) | Bobby Charlton 25', 62' |       | 51' Carlos Duarte | Wembley Stadium, Londen Toeschouwers: 72.000 Scheidsrechter: Albert Alsteen (BEL) |

### 1959
|                                                                    |                                                       |       |                                                  |                                                                                       |
| 16 mei Vriendschappelijk № 99 «onderlinge duels» 17:30 uur (UTC+1) | Zwitserland                                           | 4 – 3 | Portugal                                         | Stade des Charmilles, Genève Toeschouwers: 13.500 Scheidsrechter: José Barberan (FRA) |
| 16 mei Vriendschappelijk № 99 «onderlinge duels» 17:30 uur (UTC+1) | Rudolf Burger 31', 55' René Hamel 44' Werner Frey 69' |       | 9' Hernâni Silva 46' Domiciano Cavém 89' Matateu | Stade des Charmilles, Genève Toeschouwers: 13.500 Scheidsrechter: José Barberan (FRA) |

|                                                                     |                                           |       |          |                                                                      |
| 21 mei Vriendschappelijk № 100 «onderlinge duels» 19:00 uur (UTC+1) | Zweden                                    | 2 – 0 | Portugal | Ullevi, Göteborg Toeschouwers: 44.082 Scheidsrechter: Leo Horn (NED) |
| 21 mei Vriendschappelijk № 100 «onderlinge duels» 19:00 uur (UTC+1) | Agne Simonsson 45' (pen.) Owe Ohlsson 52' |       |          | Ullevi, Göteborg Toeschouwers: 44.082 Scheidsrechter: Leo Horn (NED) |

|                                                                     |             |       |           | |
| 3 juni Vriendschappelijk № 101 «onderlinge duels» 22:00 uur (UTC+1) | Portugal    | 1 – 0 | Schotland | Estádio José Alvalade, Lissabon Toeschouwers: 30.000 Scheidsrechter: Daniel Zariquiegui Izco (ESP) |
| 3 juni Vriendschappelijk № 101 «onderlinge duels» 22:00 uur (UTC+1) | Matateu 25' |       |           | Estádio José Alvalade, Lissabon Toeschouwers: 30.000 Scheidsrechter: Daniel Zariquiegui Izco (ESP) |

|                                                                         |     |                              |          |                                                                                                  |
| 21 juni EK 1960 kwalificatie № 102 «onderlinge duels» 16:00 uur (UTC+1) | DDR | 0 – 2                        | Portugal | Walter-Ulbricht-Stadion, Oost-Berlijn Toeschouwers: 25.000 Scheidsrechter: Alojz Obtulovič (TCH) |
| 21 juni EK 1960 kwalificatie № 102 «onderlinge duels» 16:00 uur (UTC+1) |     | 12' Matateu 67' Mário Coluna |          | Walter-Ulbricht-Stadion, Oost-Berlijn Toeschouwers: 25.000 Scheidsrechter: Alojz Obtulovič (TCH) |

|                                                                         |                                                      |       |                                                                 |                                                                                      |
| 28 juni EK 1960 kwalificatie № 103 «onderlinge duels» 17:30 uur (UTC+1) | Portugal Mário Coluna 45' Mário Coluna 62' Cavém 68' | 3 – 2 | Duitse Democratische Republiek 47' Gerhard Vogt 72' Horst Kohle | Estádio das Antas, Porto Toeschouwers: 19.124 Scheidsrechter: Juan Gardeazábal (ESP) |
| 28 juni EK 1960 kwalificatie № 103 «onderlinge duels» 17:30 uur (UTC+1) |                                                      |       |                                                                 | Estádio das Antas, Porto Toeschouwers: 19.124 Scheidsrechter: Juan Gardeazábal (ESP) |

|                                                                          |                                                                 |       |                                      |                                                                                               |
| 11 november Vriendschappelijk № 104 «onderlinge duels» 14:30 uur (UTC+1) | Frankrijk                                                       | 5 – 3 | Portugal                             | Stade olympique Yves-du-Manoir, Colombes Toeschouwers: 48.111 Scheidsrechter: Ken Aston (ENG) |
| 11 november Vriendschappelijk № 104 «onderlinge duels» 14:30 uur (UTC+1) | Just Fontaine 3', 54', 58' Pierre Grillet 11' Lucien Muller 22' |       | 36', 76' Matateu 41' Domiciano Cavém | Stade olympique Yves-du-Manoir, Colombes Toeschouwers: 48.111 Scheidsrechter: Ken Aston (ENG) |

UEFA: Albanië · België · Bulgarije · Denemarken · West-Duitsland · Duitse Democratische Republiek · Engeland · Finland · Frankrijk · Griekenland · Hongarije · Ierland · IJsland · Italië · Joegoslavië · Kroatië · Luxemburg · Malta · Nederland · Noord-Ierland · Noorwegen · Oostenrijk · Polen · Portugal · Roemenië · Saarland · Schotland · Sovjet-Unie · Spanje · Tsjecho-Slowakije · Turkije · Wales · Zweden · Zwitserland

AFC: Israël
FPF · A-internationals · Selecties · Statistieken · Bondscoaches · Portugees vrouwenelftal · Olympisch elftal · Portugal U21 · Portugal U20 · Portugal U19 · Portugal U18 · Portugal U17 · Vrouwen U17
1921 – 1929 · 
1930 – 1939 · 
1940 – 1949 · 
1950 – 1959 · 
1960 – 1969 · 
1970 – 1979 · 
1980 – 1989 · 
1990 – 1999 · 
2000 – 2009 · 
2010 – 2019 · 
2020 – 2029
EK's: 1984 · 
1996 · 
2000 · 
2004 · 
2008 · 
2012 · 
2016 · 
2020 · 
2024
WK's: 1966 · 
1986 · 
2002 · 
2006 · 
2010 · 
2014 · 
2018 · 
2022
OS: 1928 · 
1996 · 
2004 · 
2016
1921 · 
1922 · 
1923 · 
1924 · 
1925 · 
1926 · 
1927 · 
1928 · 
1929 · 
1930 · 
1931 · 
1932 · 
1933 · 
1934 · 
1935 · 
1936 · 
1937 · 
1938 · 
1939 · 
1940 · 
1942 · 
1943 · 1944 · 
1945 · 
1946 · 
1947 · 
1948 · 
1949 ·
1950 · 
1951 · 
1952 · 
1953 · 
1954 · 
1955 · 
1956 · 
1957 · 
1958 · 
1959 ·
1960 · 
1961 · 
1962 ·
1963 ·
1964 · 
1965 · 
1966 · 
1967 · 
1968 · 
1969 ·
1970 · 
1971 · 
1972 · 
1973 · 
1974 · 
1975 · 
1976 · 
1977 · 
1978 · 
1979 ·
1980 · 
1981 · 
1982 · 
1983 · 
1984 · 
1985 · 
1986 · 
1987 · 
1988 · 
1989 · 
1990 · 
1991 ·
1992 · 
1993 · 
1994 · 
1995 · 
1996 · 
1997 · 
1998 · 
1999 · 
2000 · 
2001 · 
2002 · 
2003 · 
2004 · 
2005 · 
2006 · 
2007 · 
2008 · 
2009 · 
2010 · 
2011 · 
2012 · 
2013 ·
2014 ·
2015 ·
2016 ·
2017 ·
2018 ·
2019 ·
2020 ·
2021 ·
2022
Albanië ·
Algerije ·
Andorra ·
Angola ·
Argentinië ·
Armenië ·
Azerbeidzjan ·
België ·
Bolivia ·
Bosnië-Herzegovina ·
Brazilië ·
Bulgarije ·
Canada ·
Chili ·
China ·
Cyprus ·
DDR ·
Denemarken ·
Duitsland ·
Ecuador ·
Egypte ·
Engeland ·
Estland ·
Faeröer ·
Finland ·
Frankrijk ·
Gabon ·
Georgië ·
Ghana ·
Gibraltar ·
Griekenland ·
Hongarije ·
Ierland ·
IJsland ·
Iran ·
Israël ·
Italië ·
Ivoorkust ·
Joegoslavië ·
Kaapverdië ·
Kameroen ·
Kazachstan ·
Koeweit ·
Kroatië ·
Letland ·
Liechtenstein ·
Litouwen ·
Luxemburg ·
Malta ·
Marokko ·
Mexico ·
Moldavië ·
Mozambique ·
Nederland ·
Nieuw-Zeeland ·
Nigeria ·
Noord-Ierland ·
Noord-Korea ·
Noord-Macedonië ·
Noorwegen ·
Oekraïne ·
Oostenrijk ·
Panama ·
Paraguay ·
Polen ·
Qatar ·
Roemenië ·
Rusland ·
Saoedi-Arabië ·
Schotland ·
Servië ·
Slovenië ·
Slowakije ·
Sovjet-Unie ·
Spanje ·
Tsjechië ·
Tsjecho-Slowakije ·
Tunesië ·
Turkije ·
Uruguay ·
Verenigde Staten ·
Wales ·
Zuid-Afrika ·
Zuid-Korea ·
Zweden ·
Zwitserland
Angola (2006) ·
België (2021) ·
Brazilië (2010) · 
Denemarken (2012) ·
Duitsland (2006) ·
Duitsland (2008) ·
Duitsland (2012) ·
Duitsland (2014) ·
Duitsland (2021) ·
Engeland (2000) ·
Engeland (2006) ·
Frankrijk (2006) ·
Frankrijk (2016) ·
Frankrijk (2021)  ·
Ghana (2014) ·
Griekenland (2004, 2) · 
Hongarije (2021) · 
IJsland (2016) · 
Iran (2006) ·
Iran (2018) ·
Marokko (2018) ·
Marokko (2022) ·
Mexico (2006) ·
Nederland (2006) ·
Nederland (2012) ·
Oostenrijk (2016) · 
Spanje (2012) · 
Spanje (2018) ·
Tsjechië (2008) ·
Tsjechië (2012) · 
Turkije (2008) ·
Verenigde Staten (2014) ·
Uruguay (2018) ·
Zuid-Korea (2022) · 
Zwitserland (2008) · 
Zwitserland (2022)